# 三重県中3女子死亡事件
三重県中3女子死亡事件（みえけんちゅうさんじょししぼうじけん）は、2013年（平成25年）8月25日午後10時55分頃に三重県三重郡朝日町で発生した事件である。
三重県警による正式な呼称は 三重郡朝日町地内における女子中学生強盗殺人・死体遺棄事件。別名、朝日町中3致死事件、三重・朝日町女子中学生致死事件。
当初は強盗殺人事件として扱われたが、強制わいせつ致死罪・窃盗罪での立件となった。
怨恨もなく見かけただけの女子中学生を殺害し、自身の同級生たちにも悟らせないように工作していたことへの強い批判がある。

## 概要
2013年（平成25年）8月25日午後、夏休み中の被害者の中学3年生女子のA（当時15歳、事件現場である朝日町に隣接する四日市市在住）は、友人とイオンモール四日市北付近に行き四日市花火大会へ出かけた。花火大会は午後8時半頃に終了。午後10時頃にJR富田駅から関西本線に乗車し、朝日町在住の友人と話すためにJR朝日駅で下車した。近くのスーパーマーケットで友人と別れて四日市市の自宅に向かうために家路についたが、この際にAの姉がLINEで帰宅を促したので、Aは「帰っとるって言ってるやろ」とメッセージを送った。午後10時55分頃、Aはスマートフォンで友人にメッセージを送信する。午後11時頃、複数の友人がAにメッセージを送るが未読だったため、警察はこの5分間にAが何者かに襲われて殺害され、現金約6,000円が入った財布を強奪されたものと見ている。
8月27日、Aの父親が警察に捜索願を出した。同月29日午後2時半頃、警察官が三重郡朝日町埋縄地区の県道脇の農地付近の空き地で腐敗したAの遺体を発見した。遺体は草叢の上に仰向けで横たわり、下着以外の衣服は身に着けておらず、財布から現金（約6,000円）が抜き取られていた。同月30日、三重県警が遺体をAと確認。強盗殺人・死体遺棄事件として四日市北警察署に約90人態勢（後に110人に増員）の捜査本部を設置した。司法解剖の結果、Aの死因は窒息死と判明した。Aの口の周囲は内出血し、腕にもうっ血した痕があったため、口や鼻を強く押さえつけて殺害した可能性が指摘されている。
11月28日、警察庁は犯人逮捕に結び付く有力情報の提供者に最高300万円の公的懸賞金（捜査特別報奨金）を支払うことを決定した。事件発覚から3カ月で捜査特別報奨金制度の対象事件となったのは最短である。

## 逮捕
事件から半年近くたった2014年（平成26年）3月2日夜、四日市北署の捜査本部は強盗殺人の容疑で朝日町に住む少年B（当時18歳）を逮捕した。捜査本部は少年が県立K高校を卒業するタイミングを待って捜査を進めており、同日朝から少年を任意同行し事情聴取や自宅の家宅捜索をして裏付けを進めていた。三重県警は捜査員延べ約8000名を投入し、付近の約100か所に設置された防犯カメラの映像を解析し、現場周辺の近隣住民などへの聞き込みや現場で集めた証拠からBが事件を実行した疑いがあると判断した。
同年3月23日、強盗殺人の疑いでBは津家庭裁判所に送致された。同日、家裁は2週間の観護措置と少年審判を開始することを決定した。Bは「私が犯人です。1人でやりました」と容疑を認めている。
同年4月25日、津地方検察庁は強制わいせつ致死・窃盗罪で少年Bを起訴した。強盗殺人の疑いで逮捕されたBを強制わいせつ致死罪などで起訴したことに関して、地検の次席検事は「殺意を証明する証拠を集めることができなかった。遺族には引き続き、処分の理由を誠実、丁寧に説明したいと思っている」としている。
6月26日、三重県警は犯人逮捕に繋がる情報を提供した2人に報奨金を計200万円支払うと発表した。捜査特別報奨金の対象事件の内、被疑者不明の事件で報奨金が支給されるのは本事件が初。

## 被害者と加害者

### 被害者
- 明るい性格で父親想いであり、多くの人に親しまれていた。存命であれば、2014年3月7日に中学校の卒業式を迎える予定であった[5]。
- Aの遺族は、自宅ポストに「遺族・親族一同」として「犯人の行為は決して許すことができず、厳罰を望んでいます」と記した紙を貼り出した[5]。
- Aの両親（共に45歳）はBが強盗殺人ではなく強制わいせつ致死等で起訴されると、事件後初となる記者会見を開いて「納得できない部分はありますが、裁判所は重い判決を下してほしいです」と述べた。

### 加害者
- 県内のK高校の3年生（男子）で、逮捕前日の卒業式に出席し、友人と談笑していた。「同級生らは信じられないと動揺していた」「成績も良く、友人も多かった」「皆に慕われる明るい性格だった」と報道された。
- 一方、被疑者を知る地元住人は「マスコミは何を調べてあんなことを言っとるんですか。人間ができとる？ 頭がいい？ まるっきり違う。警察や教委はよくマスコミをあれだけコントロールしたな、と近所では失笑してますよ」と「犯人は優等生」報道に対して実態と異なるとの不信感を抱いていた[9]。朝日新聞も2010年に現場近くで未解決になっていた器物損壊事件をおこしていたことを報道している[1]。
- 警察が遺体を発見し近隣住民に聞き込みを開始した8月29日にTwitterで「ちょ、え、めっちゃやばいやん 地元の朝日町で女子中学生の死体が見つかったって… 四日市の女子中学生らしい… 手の震え止まらん」「近くの家の人に聞いて回るらしいで」「THE・平和の町やったのに(T-T) 気持ちの整理つかんわ…」等とツイートし、逮捕前日の3月1日まで自身は事件とは無関係であると装っていた。また、事件について「金目当ての犯行」とも主張し、逮捕されるまで変わることはなかった[10][4]:3。
- 被害者の所持金が6000円だったことと、発見された遺体の状態から所持金目当ての動機に疑念を持たれていたが[11]、「家族にわいせつ目的だったことを知られるのが嫌だったから、金目的と言ってしまった」などと話していた[7]。

## 裁判
審理は裁判員裁判により行われ、2015年3月24日、津地裁は少年Bに対して「犯行は悪質で強い非難を免れない」として懲役5年以上9年以下の不定期刑の判決を言い渡した。
同年4月6日、津地検は一審判決を不服として名古屋高等裁判所に控訴した。同年7月17日、名古屋高裁で控訴審初公判が開かれた。検察側は冒頭陳述で「意識を失わせてわいせつ行為に及んだ危険な犯行。被害者には何の落ち度もない。懲役の上限を10年にすべき」と主張した。弁護側は「裁判員裁判の判決は尊重すべきだ」と反論した。9月17日、名古屋高裁は「1審の判決は計画性を考慮している」として一審判決を支持。検察側の控訴を棄却したため刑罰が一審判決の不定期刑に確定した。